# Spinel
Spinel (spinel właściwy) – minerał z gromady tlenków, zaliczany do grupy spineli. Należy do grupy minerałów rzadkich. Pod względem chemicznym jest to podwójny tlenek magnezu i glinu.
Nazwany w 1779 roku przez Jeana Demeste od łacińskiego spinella = „mały cierń”, nawiązując do jego ostrych ośmiościennych kryształów.

## Właściwości

### Wykształcenie
Spinel tworzy kryształy izometryczne, zwykle w formie ośmiościanów lub rzadziej, dwunastościanów rombowych. Kryształy te często wykazują zbliźniaczenia zgodne z tzw. prawem spinelowym względem ściany {111}. Występują najczęściej jako wrosłe kryształy o zbliźniaczonej budowie, a ich krawędzie mogą być lekko zaokrąglone. Rzadziej spotyka się spinel w postaci skupień ziarnistych lub masywnych. W aluwiach najczęściej w formie obtoczonych ziaren. Ma stosunkowo niską dyspersję oraz nie wykazuje dwójłomości.
Jest kruchy, nieprzezroczysty, przezroczysty albo przeświecający. Nie rozpuszcza się w kwasach oraz jest nietopliwy. Nie topi się w płomieniu dmuchawki. Rozpuszcza się w stopionym pirosiarczanie potasu.
Niekiedy wykazuje asteryzm tzw. spinel gwiaździsty, a sporadycznie efekt kociego oka.
Teoretycznie zawiera 28,2% MgO i 71,8% Al
2O
3.

### Właściwości optyczne
Wszystkie minerały o strukturze spinelu są optycznie izotropowe i nie posiadają łupliwości. Współczynniki załamania są różne dla barwnych odmian spinelu: spinele czerwone n = 1,715-1,735; niebieskie n = 1,715-1,747; pozostałe n = 1,712-1,747. Charakterystyczne pasma absorpcji pozwalają na łatwą ich identyfikacje. Spinel czerwony 540 nm, niebieski 458 i 478 nm, słabe linie 443 i 433 nm, spinel fioletoworóżowy i bladoniebieski mają podobne widma jak spinel niebieski, lecz o wiele słabsze. W niektórych przypadkach spinel może wykazywać fluorescencję w świetle ultrafioletowym (UV). Kolor i intensywność fluorescencji mogą się różnić.W Spinelu możemy niekiedy zaobserwować żółtozieloną, czerwoną lub pomarańczową luminescencję. Tworzy szereg izomorficzny z gahnitem.

## Odmiany
- Czerwony – najpopularniejszy kolor spinelu, spowodowany domieszką chromu; w handlu nazywany "Rubinem orientalnym" lub błędnie "balas rubin", najczęściej występuj w kolorze szkarłatnomalinowym;
  - Różowy – spowodowany niższym stężeniem chromu niż w czerwonym, odcienie od bladego do intensywnego różu.
  - Pomarańczowy – wynik połączenia domieszek żelaza i chromu; w handlu znany jako "Rubicell", występuje w odcieniach od żółtego[7] przez subtelnie morelowy do żywej pomarańczy.
  - Niebieski – rzadka odmiana, zawdzięczająca kolor śladowym ilościom kobaltu; w handlu nazywany "Szafirowym spinelem" lub "Safirynem".
  - Fioletowy – efekt mieszanki żelaza[5], chromu i cynku; w handlu nazywany "Ametystem wschodnim", odcienie od lawendowego do intensywnego fioletu.
  - Ciemnobruatny lub zielony zwany Picotytem – wynik połączenia żelaza i chromu[7];
  - Czarny – wyjątkowy spinel o głębokiej czerni, zawdzięczający kolor domieszkom żelaza[5] (Fe2+ i Fe3+) lub chromu; znany jako "Pleonast" lub "Cejlonit".
  - Zielony – spotykany rzadziej, spowodowany domieszkami żelaza lub cynku[5]; spinel ciemnozielony bądź zielonoczarny[5] bogaty w Fe2+ nazywany "Cejlonitem" (Cejlon)[5] lub "Pleonastem"[7].
  - Niebieskozielony – kolor pochodzi od cynku; w handlu nazywany "Gahnospinelem"[7].
  - Bezbarwny – najrzadszy, czysty magnezowy spinel, przezroczysty i bez domieszek[7][8][6][5][9].

## Występowanie i powstawanie
Spinel jest głównie wysokotemperaturowym minerałem metamorficznym, który powstaje w wyniku procesów metamorfizmu i aktywności magmowej. Można go znaleźć w różnych formacjach skalnych, w tym w marmurach, skarnach, wapieniach marglistych, skałach wapniowo-krzemianowych, metamorficznych skałach osadowych bogatych w glin (metasedymentach argillaceous), jak również w skałach magmowych, takich jak bazalty, kimberlity i perydoty. Spinel powstaje w warunkach zarówno metamorfizmu kontaktowego, jak i regionalnego, zwłaszcza w zmetamorfizowanych osadach wapiennych oraz w glinowych łupkach metamorficznych.
Minerał ten jest odporny na wietrzenie chemiczne, co sprawia, że często można go spotkać w piasku oraz w frakcji ciężkiej skał okruchowych, takich jak żwiry, piaski i piaskowce. Ze względu na tę odporność spinel przetrwa w postaci okruchów w różnych osadach, choć występuje tam niezbyt często. Rzadziej spotykany w gnejsach, eklogitach oraz granulitach. Niekiedy występuje w pegmatytach.
Współwystępuje z: forsterytem, kwarcem, oliwinem, ilmenitem, skapolitem, piroksenem, biotytem, graiftem, chondrodytem, flogopitem, dolomitem, magnetytem, cyrkonem, korundem, andaluzytem, silllimanitem oraz kalcytem.

## Odróżnianie i cechy charakterystyczne
Spinel bywa mylony z innymi kamieniami. Czerwona odmiana często jest mylona z granatem (spinel ma jednak głębszy i ciemniejszy odcień czerwieni), niebieska z szafirem, a czarna z turmalinem (spinel nie ma pleochroizmu, podczas gdy turmalin wykazuje silny pleochroizm i często ma wydłużone, prążkowane kryształy). Przez setki lat spinele uważano za rubiny lub szafiry, ponieważ oba minerały są na pierwszy rzut oka nie do odróżnienia i występują razem w złożach aluwialnych. Dopiero 150 lat temu spinel został uznany za odrębny minerał.

## Miejsce występowania
Najlepszej jakości i w największej ilości spinele występują w Azji Południowo-wschodniej. Około 90% spineli pochodzi z Birmy przede wszystkim Mogoku (występują tam czerwone i różowe okazy). Istotnymi miejscami występowania spineli są także: Tajlandia (Chanthaburi i Bo Phlo), znajdują się głównie ciemniejsze odcienie spinelu, takie jak czerwony, fioletowy i niebieski. Sri Lanka (Ratnapura, Elahera i Balangoda) słynie z barwnych spineli w odcieniach różowego, czerwonego, niebieskiego i fioletowego. Wietnam (Luc Yen, Quy Chau i An Khe) stał się istotnym źródłem spineli, szczególnie intensywnie czerwonych i różowych. Góry Pamir w Tadżykistanie dostarczają niebieskich spineli, zwanych spinelami "Badrak". Na Madagaskarze, zwłaszcza w regionie Mahenge, wydobywa się spinel w różnorodnych barwach, w tym czerwonym, różowym i niebieskim. W Tanzanii (Mahenge), wydobywa się spinele w kolorach od różowego po czerwono-pomarańczowy. Afganistan oferuje spinele w odcieniach czerwonego, różowego, fioletowego i niebieskiego. Znaczne ilości spineli można znaleźć także w Australii (Nowa Południowa Walia), Rosji, Brazylii Indiach, Kenii, Pakistanie, Kambodży i Laosie. W Ameryce Północnej przede wszystkim w Stanach Zjednoczonych, zwłaszcza w stanie Nowy Jork (gdzie kryształy z Amity osiągają masę do 14 kg), Kalifornia, Montana, Massachusetts, New Jersey, Wirginii i Karolinie Północnej; także w Kanadzie. W Europie spotyka się pojedyncze okazy w Norwegii (Akeru, gdzie kryształy osiągają około 3 cm), a także w Finlandii, Francji, Albanii, Szwecji, Włoszech i Niemczech.
W Polsce niewielkie ilości spinelu znaleziono głównie w piaskach złotonośnych okolic Złotoryi, w aluwiach Izery w Karkonoszach. Występuje także w Rędzinach (Rudawy Janowickie), Jordanów, Księgnikach, Ostrzycy Proboszczowskiej, Kletna oraz Graczach k. Niemodlina. W wierceniach rejonu Zawiercia na Górnym Śląsku, Tajna i Suwałk. W 2019 roku w kopalni granodiorytu "Łażany II" koło Żarowa i Strzegomia w obrębie wkładki marmurów stwierdzono obecność spinelu właściwego. Odkrycie to jest wyjątkowe z dwóch powodów: po raz pierwszy udokumentowano spinel właściwy w masywie Strzegom-Sobótka oraz po raz pierwszy w Polsce opisano ten minerał w skale macierzystej

## Spinele syntetyczne
Syntetyczne spinele produkowane są od 1910 roku, kiedy to przypadkowo odkryto metodę ich tworzenia, próbując uzyskać niebieski szafir. Wytwarzane są techniką topnikową lub płomieniową i dostępne w wielu odcieniach. Choć ich właściwości chemiczne i fizyczne są identyczne z naturalnym spinelem, syntetyczne wersje są pozbawione skaz, takich jak zanieczyszczenia czy pęknięcia, co czyni je idealnymi. Często stosuje się je w jubilerstwie, również jako imitacje innych kamieni: rubinu, szafiru, akwamarynu, turmalinu, a także kamienia księżycowego. Bezbarwne syntetyczne spinele imitują diamenty i są nazywane diamentami Jourado.

## Zastosowanie
- stosowane do produkcji materiałów ściernych[4];
- do produkcji łożysk, ruchomych części zegarów[4];
- okazy przezroczyste szlifowane głównie fasetkowo – brylantowo lub schodkowo[1];
- przeświecające spinele obrabiane najczęściej w formie kulek lub kaboszonów[1];
- ma znaczenie naukowe – wskaźnik warunków przeobrażeń skał[1];
- poszukiwany, wysoko ceniony kamień kolekcjonerski[1];
- okazy słabszej jakości są stosowane do wyrobu ceramiki ogniotrwałej[7];
- wiele odmian to cenne kamienie szlachetne o wartości jubilerskiej, są wykorzystywane do wyrobu cennej biżuterii[7][1];

## Historia
Spinele w starożytności łącznie z innymi czerwonymi kamieniami szlachetnymi nazywano „karbunkułami”. Współczesny podział wypracowano później, gdy poznano skład chemiczny kamieni. Jak dowodzą stare okazy biżuterii, w przeszłości spinel cieszył się dużą popularnością. Początkowo był on uważany za rubin, np. okaz w angielskich klejnotach koronnych („Rubin Timur” – 361 kr; „Rubin Czarnego Księcia” – 170 kr). W skarbcu koronnym szachów Iranu są dwa spinele rubinowe (500 kr i 270 kr). W Skarbcu Diamentowym na Kremlu w Rosji jest spinel rubinowy o wadze 399 kr.

## Galeria

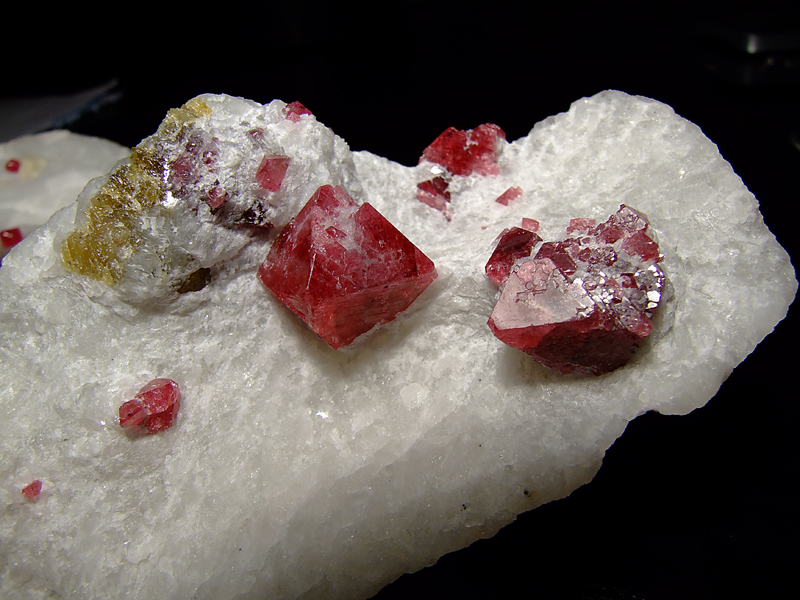
czerwony spinel na białym marmurze z Luc Yen w prowincji Yên Bái, Wietnam
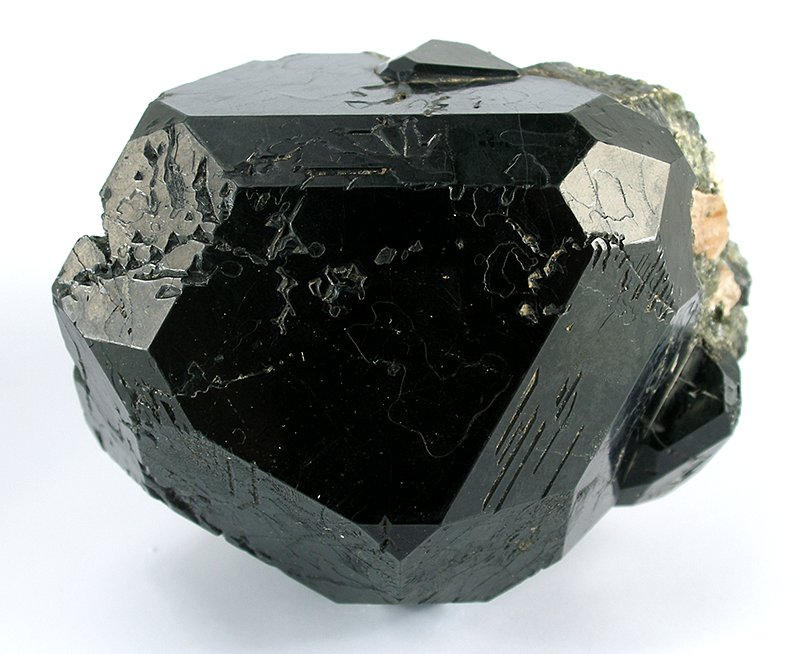
czarny spinel z Rosji
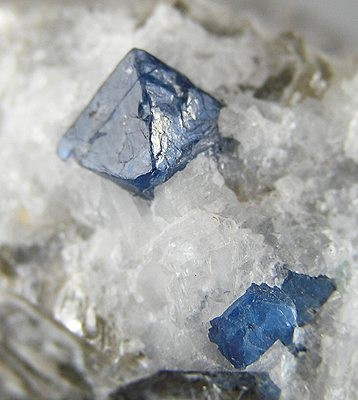
niebieski okaz z Kenii
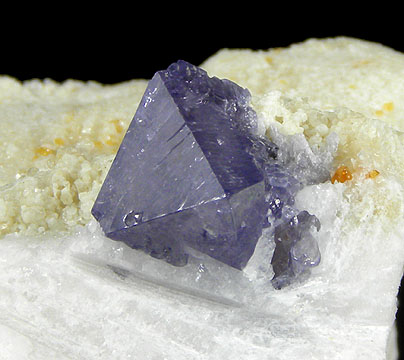
fioletowy okaz z Afganistanu
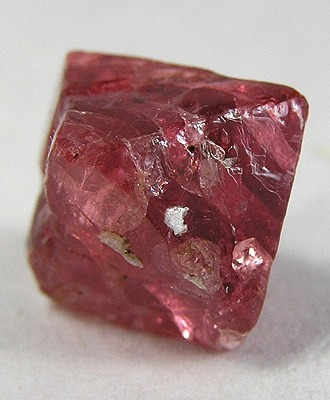
różowy spinel z Tanzanii